# Norvel Lee
Norvel Lafollette Ray Lee (ur. 22 września 1924 w Eagle Rock, zm. 19 sierpnia 1992 w Bethesda) – amerykański bokser kategorii półciężkiej i ciężkiej, złoty medalista letnich igrzysk olimpijskich w Helsinkach. W 1951 w Buenos Aires i w 1955 w Meksyku zdobył brązowy medal w kategorii ciężkiej Igrzysk Panamerykańskich.